# John Burdett (Schriftsteller)
John Burdett, eigentlich John Patrick Burdett (* 24. Juli 1951 in Southampton), ist ein englischer Schriftsteller.

## Leben
Burdett studierte Rechtswissenschaften und arbeitete einige Zeit auch als Anwalt. Er lebte über zehn Jahre in Hongkong und arbeitete dort für eine britische Firma, für einige Zeit auch in der britischen Kolonialverwaltung. Später machte er sich als Anwalt in Hongkong selbstständig. Als er mit seinem ersten Roman Eine private Affäre erfolgreich debütiert hatte und auch sein zweiter Roman Die letzten Tage von Hongkong ein Erfolg zu werden versprach, widmete er sich nur noch dem Schreiben.
Burdett ist geschieden und hat eine Tochter.

## Rezeption
Burdett erfand den Protagonisten Sonchai Jitpleecheep von der Königlichen Thailändischen Polizei, einen gläubigen Buddhisten. Seine vier Romane (sie sollen weiter fortgeführt werden) spielen in und um Bangkok und sind in den Rotlichtvierteln Nana Plaza und Soi Cowboy angesiedelt. Der aktuelle (2010) Roman davon (The godfather of Kathmandu) zitiert mit seinem Titel Mario Puzos Roman The godfather.
Dieser Roman-Zyklus um Sonchai Jitpleecheep sollte auch verfilmt werden. Der Regisseur James McTeigue wurde für die Verfilmung des ersten Romans (Der Jadereiter) verpflichtet; dieser Film scheint aber nicht realisiert worden zu sein.

## Werke

### Ohne Sonchai Jitpleecheep
- Eine private Affäre (A Personal History of Thirst). Piper, München 1999, ISBN 3-492-22946-8
- Die letzten Tage von Hongkong (The Last Six Million Seconds). Piper, München 2004, ISBN 3-492-24131-X

### Sonchai-Jitpleecheep-Zyklus
- Der Jadereiter (Bangkok 8). Piper, München 2004, ISBN 3-492-04600-2
- Bangkok-Tattoo (Bangkok Tattoo): Piper, München 2006, ISBN 978-3-492-04856-9
- Der buddhistische Mönch (Bangkok Haunts). Piper, München 2010, ISBN 978-3-492-25756-5
- The godfather of Kathmandu. Knopf, New York 2010, ISBN 978-0-307-26319-3